# Strophariaceae
Strophariaceae Singer & A.H. Sm., Mycologia 38(5): 503 (1946).
Strophariaceae è una famiglia di funghi terricoli o lignicoli, saprofiti, isolati oppure cespitosi.

## Generi di Strophariaceae
- Deconica (W.G. Sm.) P. Karst. (1879) = Psilocybe (Fr.) P. Kumm. (1871)
- Flammula (Fr.) P. Kumm. (1871) = Pholiota (Fr.) P. Kumm. (1871) [nom. cons.]

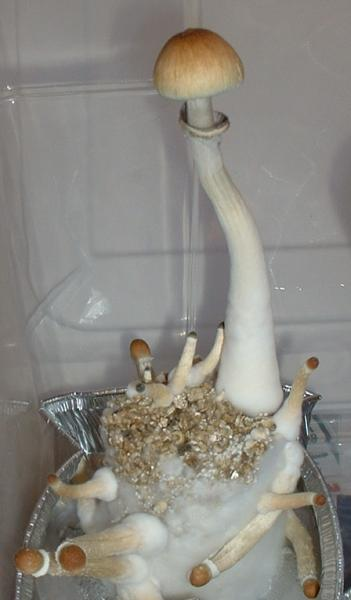
Psilocybe cubensis

- Hypholoma (Fr.) P. Kumm. (1871) [nom. cons.]
- Kuehneromyces Singer & A.H. Sm. (1946) = Pholiota (Fr.) P. Kumm. (1871) [nom. cons.]
- Leratiomyces Bresinsky & Binder (1998) [nom. nov.]
- Melanotus Pat. (1900)
- Naematoloma P. Karst. (1879) [as 'Nematoloma'] = Hypholoma (Fr.) P. Kumm. (1871) [nom. cons.]
- Nivatogastrium Singer & A.H. Sm. (1959)
- Pholiota (Fr.) P. Kumm. (1871) [nom. cons.]
- Pleuroflammula Singer (1946)
- Psilocybe (Fr.) P. Kumm. (1871)
- Stropharia (Fr.) Quél. (1872)
- Weraroa Singer (1958)

## Descrizione morfologica dei generi
Gambo e cappello
Confluenti (non staccabili).
Anello
Più o meno persistente sul gambo.
Lamelle
Inizialmente color cenere, poi bruno-violacee.
Spore
Lisce, bruno-scure, violaceo-brune, rugginose o color porpora, con poro germinativo.

## Commestibilità dei generi
Trascurabile.

Poche le specie eduli (Stropharia rugosoannulata, Hypholoma capnoides e Kuehneromyces mutabilis), molte quelle non commestibili o sospette, diverse velenose (es. Hypholoma fasciculare), altre ancora velenose con proprietà allucinogene (es. Psilocybe cubensis).